# Arroyo de Puntillera
El arroyo de Puntillera es un pequeño curso fluvial de Virtus, que nace en el núcleo urbano de Las Cabañas (Valle de Valdebezana) y va a parar al embalse del Ebro. Se usa como límite para discernir los campos de Las Cabañas (Valle de Valdebezana) y los de La Estación de Soncillo.
Es una corriente de agua de baja pendiente (Inferior a 1 grado sexagesimal), y un recorrido ligeramente sinuoso. Finalmente, tiene una longitud estimada de 2,5 km y está orientado hacia el suroeste.